# Noel Gallagher
Noel Thomas David Gallagher (født d. 29. maj 1967) er en engelsk musiker fra Burnage, Manchester, England. Han er mest kendt som sangskriver, lead guitarist og sanger i det engelske rockband Oasis, der eksisterede fra 1991 til 2009. Her var han den primære sangskriver, komponist og bandleder, og var hjernen bag langt de fleste sange, bl.a. Wonderwall, Live Forever og Don't Look Back In Anger. Desuden er han storebror til Oasis' forsanger Liam Gallagher. Bandet nød stor kritisk og kommerciel succes, og var i 90'erne et af de største bands i Britpop-bølgen. Efter en lang række konflikter med lillebror Liam, valgte Noel Gallagher at forlade Oasis i 2009, hvilket betød gruppens opløsning. Efter opløsningen begyndte han soloprojektet Noel Gallagher's High Flying Birds, der indtil videre har udgivet tre albums. Hans udtalelser om andre bands og moderne kultur i senere tid har givet ham et ry af en "ældre statsmand" , hvilket bl.a. har ført New Musical Express til at kalde ham "The wisest man in rock".

## Historie
Tekst mangler, hjælp os med at skrive teksten

## 1967 – 1988
Noel er født i Longsight, Manchester, som søn af Irerne Peggy og Peter Gallagher. Han er det mellemste barn af tre; hans storbror Paul blev født i 1966, og hans lillebror Liam blev født i 1972. Gallagher-brødrene voksede op i Manchester forstaden Burnage. Noel havde en ulykkelig barndom. Han og hans brødre blev ofte banket af deres alkoholiske far, og Noel var ofte ensom. Liam beskriver ham i dokumentaren Behind the Music, Vh1 som "the weirdo in the family" Som det ældste barn havde Paul sit eget værelse, mens Noel var tvunget til at dele værelse med lillebror Liam. Hans øgenavn som lille var "Brezhnev", efter den tidlige Sovjet leder kendt for sine buskede øjenbryn. Gallagher-brødrene skulkede ofte, og som teenagere havde de ofte problemer med politiet. Angiveligt brød de ind i biler og stjal cykler, og som trettenårig fik Noel en betinget dom for at havde røvet en kiosk. 
Det var i denne periode, han begyndte at spille guitar, ved at imitere hans favoritnumre fra radioen. Det var dog først efter en koncert med The Smiths at Noel virkelig blev interesseret i musik.
På et tidspunkt i starten af firserne forlod moderen Peggy hendes ægtemand pga. hans voldelige humørsvingninger og alkoholisme. Hun tog deres tre børn med sig, og ifølge Paul, den ældste, efterlod blot faderen tæpperne. Siden har Noel haft et anspændt forhold til faderen.
Efter at havde forladt sin fars byggefirma, fandt Noel et andet et af slagsen, nemlig hos, 
British Gas. Her pådrog han sig en skade, da en tung hætte fra en "a steel gas pipe" ramte hans højre fod. Efterfølgende blev han tilbudt et mindre fysisk krævende job i firmaets pakkehus. Det gav ham tid til at spille guitar og skrive sange. Han hævder at havde skrevet mindst tre af sangene fra debuten Definitely Maybe i dette pakhus (inkl. "Live Forever" and "Columbia"). I slutningen af firserne var Noel ofte arbejdsløs, imens brugte han tiden på stoffer, musik og sangskrivning. Det fører bl.a. til at han indspiller nogle demobånd, som han giver til venner, for at bevise hvad han evner. Der findes et par bootlegs, der vidner om disse demoer, som der kan læses mere om længere nede på siden.

## 1988 – 1994
I 1988 aflagde Noel en prøve hos bandet Inspiral Carpets, som søgte en forsanger. Han blev afvist, men i stedet hyret som bandets guitartekniker. Han fik derved mulighed for at turnere – og se verden – sammen med bandet, i øvrigt sammen med sin ven Mark Coyle. Således vendte Noel i 1992 tilbage fra en Inspiral Carpets-turné i Amerika, men efter hjemkomsten fandt han til sin store overraskelse ud af at lillebror Liam var forsanger i det lokale band The Rain, som Liam efter sin tilslutning havde fået omdøbt til "Oasis". Det forlød, at Liam havde sluttet sig til bandet i håbet om at hans bror, Noel, og dennes talent som sangskriver, ville støtte konceptet. Noel mødte op til en af gruppens koncerter på The Boardwalk, Manchester, hvor han fandt bandets fremførelse uimponerende, selv beskrev han det som: "utter shite!". Liam overtalte ham dog til at slutte sig til bandet, ikke som først tilbudt, som manager, men som sangskriver, guitarist og i det hele taget med kontrol over gruppens kreativitet. Dette giver ham øgenavnet "The Chief".
I slutningen af 1992 blev  The Real People-basisten, Tony Griffiths, kontaktet  af Noel, som han havde mødt, mens han turnerede med The Inspiral Carpets. Sammen aftaler de, at Oasis kan få mulighed for en demoindspilning i deres Liverpool studio. Resultatet, "the Live Demonstration tape", dannede senere basis for Oasis' debuten Definitely Maybe(1994). 
31. maj 1993 kørte Oasis med venner, og gruppen Sister Lovers, op til klubben King Tut's i Glasgow. De mødte op, og efter lidt ballade får de lov til at spille som åbningsband. Talentspejderen Alan McGee og ejer af Creation Records var i en sidste øjebliks beslutning mødt op. Oasis spillede 4 sange og McGee var imponeret. Han fik et eksemplar af Live Demonstration-båndet, som han gav videre til Sony's amerikanske afdeling. Oasis blev ugen efter inviteret til London, hvor de underskrev en pladekontakt på seks plader.

## 1994 – 1997
Tekst mangler, hjælp os med at skrive teksten

## 1997- 2005
Tekst mangler, hjælp os med at skrive teksten

## 2005 – 2007
Da Noel Gallagher fejrede sin 40 års fødselsdag i pinsen på en London natklub, fik han under festen et gavekort på 107.000 pund(1,2 mill. kr.) til en tur ud i rummet af lillebror Liam. Dog har Virgin Galactics rumfly SpaceShipOne først afgang i 2012. Ifølge øjenvidner på natklubben blev fødselaren henrykt. »Det var sjovt at se Liam overrække Noel papirerne. De gav hinanden et knus, men det varede selvfølgelig ikke ret længe, før Liam tog pis på sin bror og drillede ham med, at William Shatner også skal på rumflyvning«, lyder det.
Ifølge websiden gigwise.com, giver Noel i Juni dette år udtryk for ønsket om at byde fodboldklubben Manchester City FC, som han selv er tilhænger af, og som på dette tidspunkt ikke syntes, at være godt kørende. Selv udtaler han: I'm thinking of mounting a hostile takeover – me and Mike Pickering. I reckon we could scrape together about £400,000 in cash and I reckon we would get it for that.

## Andet
- Det første nummer Noel komponerer hedder Badgde.

## Diskografi
Demoer
1. Tape 1 - Noels Tunes – 1988
2. Tape 2 - Noels Songs – 1989

Fuldlængde
1. Definitely Maybe – 30 august 1994
2. (What's the Story) Morning Glory? – 2 oktober 1995
3. Be Here Now – 21 august 1997
4. Standing on the Shoulder of Giants – 28 februar 2000
5. Heathen Chemistry – 1 juli 2002
6. Don't Believe the Truth – 30 maj 2005
7. Dig Out Your Soul - 1 oktober 2008

## Gæsteoptrædener
Noel Gallagher har indspillet sammen med mange bands og har også medproduceret en plade. Her er en liste med kunstnere, som han har arbejdet med: 
- Paul Weller — "I Walk On Gilded Splinters" (Dr. John cover) fra albummetStanley Road (1995); Rytmeguitar
- The Chemical Brothers — "Setting Sun" fra albummet Dig Your Own Hole (1996); Sanger og sangskrivning
- Beck — "Devil's Haircut" fra singlen Devil's Haircut(1996); Remix
- Goldie — "Temper Temper" fra albummet Saturnz Return (1998); Lead guitar
- The Chemical Brothers — "Let Forever Be" fra albummet Surrender (1999); Sanger og sangskrivning
- UNKLE — The Knock-On Effect fra singlen Be There(1999); Remix
- Claire Martin — "Help!" (The Beatles cover) fra albummet Take My Heart (1999); Akustisk guitar
- Tailgunner — Handful of tracks on the album Tailgunner (2000); Drums
- Proud Mary — Co-producer sammen med Gem Archer og musiker på albummetSame Old Blues (2001)
- Cornershop — "Spectral Mornings" fra albummet Handcream For A Generation (2002); Guitar
- Paul Weller — "One X One" fra albummet Illumination (2003); Trommer, bas, percussion & akustisk guitar sammen med Gem Archer
- The Stands — "Some Weekend Night" fra albummet All Years Leaving (2004); Guitar
- The Prodigy — "Shoot Down" fra albummet Always Outnumbered, Never Outgunned (2004); Bas (bød også på Liam Gallagher)
- Ricky Gervais — "Free Love Freeway" fra The Office Specials DVD (2004); Kor, guitar
- Ian Brown — "Keep What Ya Got" fra albummet Solarized (2005); Guitar, keyboard, klaver, kor og co-sangskrivning.